# Walter Weyers
Walter Weyers (* 1952 in Köln) ist ein deutscher Regisseur und Autor. Er schreibt Theaterstücke für Erwachsene und Kinder sowie Romane, Kriminalgeschichten und Lyrik. Von 1997 bis 2016 war er Intendant des Landestheaters Schwaben (LTS) in Memmingen.

## Leben
Walter Weyers studierte Philosophie, Germanistik und Theaterwissenschaft an der Universität zu Köln und absolvierte eine Schauspiel-Ausbildung. Danach war er als Chefdramaturg am Städtebundtheater Hof, Landestheater Coburg, Pfalztheater Kaiserslautern sowie an den Bühnen der Hansestadt Lübeck tätig. Als Regisseur war er in Karlsruhe, Saarbrücken, Düsseldorf, Trier, Kaiserslautern, Würzburg, Hof, Coburg, Lübeck, Osnabrück und Graz beschäftigt.
Walter Weyers produzierte mit David DeFeis, dem Sänger und Bandleader der Heavy-Metal-Band Virgin Steele, die Heavy-Metal-Opern „Klytaimnestra oder der Fluch der Atriden“ (UA, 1999), „Hel oder die Rebellen“ (UA, 2001) sowie „Lilith“ (UA, 2005). Er führte Regie, Musik und musikalische Dramaturgie stammen von David DeFeis. Aufführungen fanden am Landestheater Schwaben und bei der Bundesgartenschau 2005 in München statt. Im Jahre 2007 hat er gemeinsam mit der Band Axxis das "Prometheus Brain Project" umgesetzt. Das Stück erzählt die Geschichte der griechischen Gottheit Prometheus. Heimlich hatte der sich in den Götterhimmel geschlichen, um dort einige Feuersamen aus dem Sonnenrad zu entwenden und sie zu den Menschen auf die Erde zu bringen. Bernhard Weiß fungierte dort als Sänger auf der Bühne. Die Band zeichnete für die musikalische Inszenierung verantwortlich. Die Uraufführung war am 7. Oktober 2007 in Memmingen.
Seit mehreren Jahren ist er Initiator und Veranstalter kulturwissenschaftlicher Tagungen mit internationaler Beteiligung und als Trainer von Management-Seminaren tätig. In Zusammenarbeit mit Herbert Arlt hat Walter Weyers die „Memminger Gespräche“ ins Leben gerufen, die, ausgehend von einer Inszenierung des Landestheaters Schwaben, kulturelle Phänomene im Rahmen eines wissenschaftlichen Symposiums kritisch unter die Lupe nehmen.